# Prionops gabela
El prionopo de Gabela (Prionops gabela) es una especie de ave en la familia Prionopidae, anteriormente asignado en la familia  Malaconotidae.

## Distribución y hábitat
Es endémico de Angola. Sus hábitats naturales son los bosques bajos húmedos subtropicales o tropicales y los bosques montanos húmedos subtropicales o tropicales. Se encuentra amenazada por pérdida de hábitat.